# Mimosiphonops
Mimosiphonops is een geslacht van wormsalamanders (Gymnophiona) uit de familie Siphonopidae. De geslachtsnaam werd in 1968 gepubliceerd door Edward Harrison Taylor, voor de nieuw door hem beschreven en benoemde soort Mimosiphonops vermiculatus Taylor, 1968, die hij ook expliciet als typesoort aanwees. In hetzelfde werk publiceerde Taylor ook de geslachtnaam Pseudosiphonops, voor een andere nieuwe soort, Pseudosiphonops ptychodermis Taylor, 1968. In 1992 oordeelden Mark Wilkinson en Ronald Nussbaum dat de twee door Taylor als aparte soorten beschreven en benoemde dieren in feite dezelfde soort vertegenwoordigden, en ze bestempelden Pseudosiphonops ptychodermis tot een junior synoniem van Mimosiphonops vermiculatus (zowel de geslachtsnaam als de soortnaam). Tegelijkertijd beschreven en benoemden ze ook een nieuwe soort, waarvan het typemateriaal al in 1878 in Brazilië was verzameld door Johannes Theodor Reinhardt, en die ze daarom Mimosiphonops reinhardti noemden.
De groep werd lange tijd tot de familie Caeciliidae gerekend. Er zijn 2 soorten die endemisch zijn in Brazilië.

## Soorten
- Mimosiphonops reinhardti Wilkinson & Nussbaum, 1992
- Mimosiphonops vermiculatus Taylor, 1968
  - = Pseudosiphonops ptychodermis Taylor, 1968